# Poche (vêtement)
Pour les articles homonymes, voir poche.

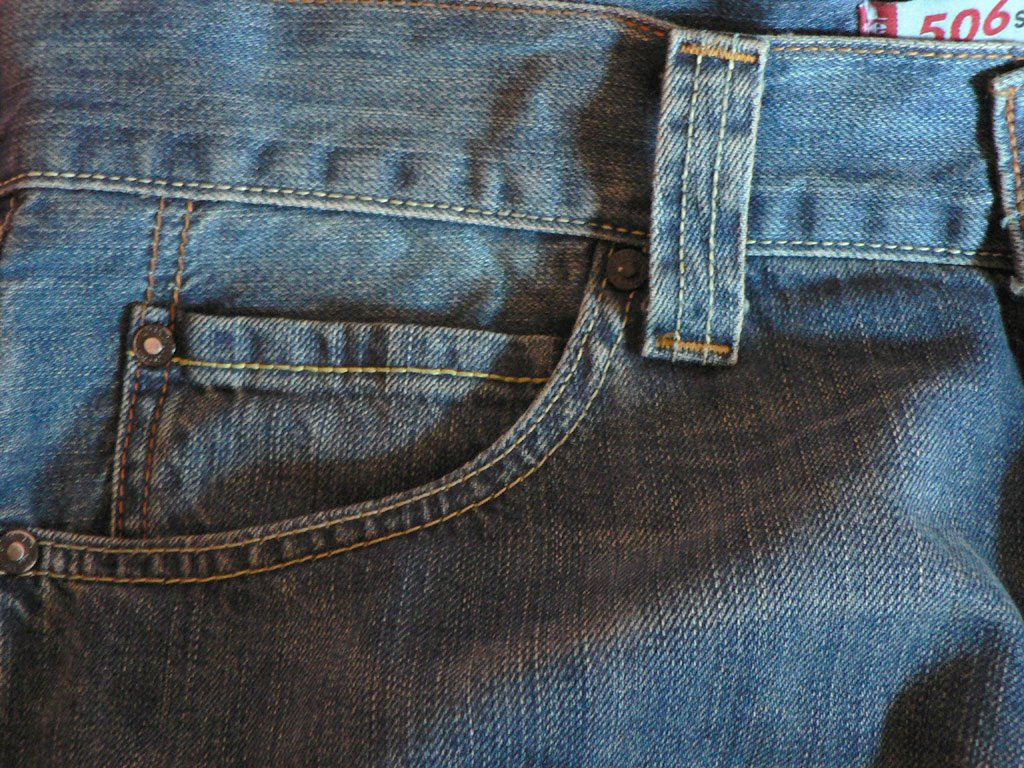
Poche avant de pantalon en jean dite poche cavalier, avec poche ticket.

Une poche est un compartiment de vêtement ou de sac auquel on peut avoir accès par une ouverture. Elle est généralement constituée de pièces de tissus assemblées et cousues. La poche permet de transporter des objets de taille réduite auprès de soi.
En Europe les poches n'ont fait leur apparition que tardivement et ont longtemps été un accessoire indépendant du vêtement, sous forme de sacoches portées à la ceinture. L'évolution des modes et des pratiques a transformé ces sacs de poche indépendants en poche cousue dans le vêtement lui-même d'une part et en sac à main d'autre part. Dans l'histoire du costume à l'échelle mondiale, la poche s'est de la même manière présentée sous diverses formes, dans et hors des vêtements. Ainsi avant l'arrivée du vêtement occidental en Chine, en Corée et au Japon, les petits objets étaient transportés dans des réceptacles divers faisant office de poche.
La couture d'une poche dans un vêtement ou un accessoire peut se faire de différentes manières, en cachant le sac de poche dans l'objet, en utilisant les coutures ou la doublure de celui-ci, ou bien la poche peut être visible en étant cousue sur l'objet ou le vêtement. Une poche peut être agrémentée d'un rabat, fermée par un ou plusieurs boutons, une fermeture à glissière, fermeture Éclair, et agrémentée de décorations brodées, peintes ou cousues.
La poche a un intérêt en matière de confort pour la tenue en rendant les objets facilement accessibles, en matière de discrétion car elle permet de ranger ou dissimuler et en matière de style, d'élégance et de mode, puisque son placement, sa finition, les accessoires dont elle peut être dotée et son ornementation en ont fait un objet de mode au même titre qu'un sac ou tout autre partie du vêtement.

## Étymologie

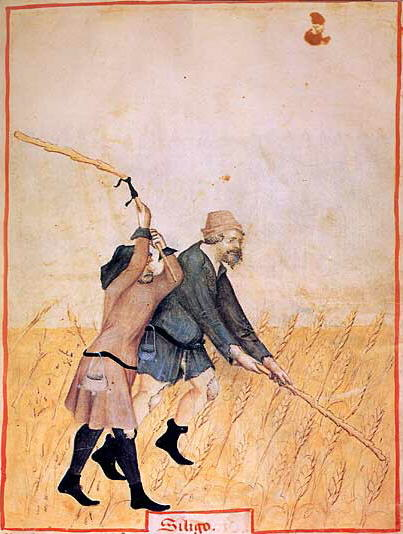
Illustration du Tacuinum sanitatis dans sa version du XVe siècle. Deux paysans battant du blé siligo et portant leurs poches suspendues à la ceinture.

Les hypothèses sur l'étymologie du mot français poche sont nombreuses, même si les plus récentes indiquent une racine du vieux-francique *pokka, qui daterait du Ve siècle et des invasions franques,. Des origines latines seraient possibles, du bas latin pochia qui désigne une bourse en toile ou, hypothèse plus anciennes ayant eu cours avant 1900, une autre variation latine barbarisée comme punga, puncha qui proviendrait du bas saxon pung ou punz, de l'angle bagg, pocke ou pouch ou de l'anglo-saxon pochcha, pocca et poha tous des mots désignant des sachets, sacoches ou bourse de toile.
D'autres théories du XIXe siècle sur l'étymologie du mot raccordent poche à la matière dans laquelle elle était usuellement faite, en peau ou en cuir, et font donc provenir poche du latin classique pascolus, diminutif de pasceus, qui désignerait un petit sac de cuir.
L'origine du mot semble en tout cas bien provenir de termes désignant un petit sac ou sacoche. Le cheminement et la signification originale du terme portugais est similaire : en portugais poche se dit bolso comme en espagnol, mais aussi algibeira qui désigne un sac ornementé pouvant être cousu à la manière d'un sac de poche ou être utilisé comme poche accrochée à la ceinture. La racine du mot, qui serait al-jibairâ désigne en arabe un petit sac porté par les cavaliers et jeté sur la selle.
Le francique *pokka a évolué au cours des âges jusqu'à l'ancien français « poche » qui vers le XIIe siècle désigne un petit sac ou une bourse. Le mot a désigné les sacs et sachets portés à la ceinture longtemps avant qu'ils ne soient cousus dans des éléments d'une tenue ou intégrés à l'intérieur d'un sac. Alors que la poche devient une partie du vêtement le terme reste et continue de désigner un compartiment du vêtement, ou plus tard un compartiment dans un sac. Encore au XXIe siècle dans l'Ouest de la France, poche est utilisé pour aussi désigner un sac.
La relation entre un sac et une poche se retrouve par exemple aussi dans le mot espagnol bolsillo qui signifie poche et est le diminutif de sac, ou bolso.

## Historique

Statue de pontifex maximus de l'Empereur Auguste portant la toge avec le schéma indiquant comment draper la toge semi-circulaire autour du corps par-dessus la tunique à manche courtes. Les rubans de couleur montrent comment la toge peut former une poche avec le grand pli principal (sinus), peut-être repliée au-dessus de la grande (unbo), ou former une ceinture.

Dans de nombreuses parties du monde, la poche a d'abord été un type de sac de taille réduite et porté en général à la taille à l'aide d'une ceinture comme le sac banane moderne. Des fouilles archéologiques ont mis au jour des poches de ceinture dans des tombes autant mésopotamiennes, que du Levant ou d'Europe à partir de l'âge du bronze. On a retrouve des vestes datant du VIIe siècle au VIIIe siècle munies de poche de poitrine, originaire de Syrie.
Si le vêtement ne permettait pas de porter de telles poches, les plis du vêtement sont alors adaptés exprès pour former une poche. Ainsi dans la Rome antique, il n'est pas possible de porter un sac au-dessus de la toge. Une fois drapé d'une toge, le citoyen a son bras droit libre et non couvert, et le dernier pan de toge passe de la cuisse droite à épaule gauche puis retombe naturellement. Les plis de ce drapé sont nommés sinus, qui signifie courbe ou repli, et forment une poche dans lequel les citoyens de la fin de la République romaine portent de petits objets. Le sinus est parfois rejeté par-dessus l'épaule droite et forme ainsi une sorte d'écharpe,.
Jusqu'au Moyen Âge en Europe, du XVe siècle au milieu du XVIe siècle les poches sont indépendantes du vêtement et les affaires sont portées dans de petits sacs ou pochettes extérieures suspendues à la ceinture,,. Parfois le vêtement se prête à servir de sac lui-même grâce à des parties du costume qui forment une poche. Au XIVe siècle des ouvertures sont ménagées dans la cotte-hardie pour donner accès à des poches,. Au XVe siècle par exemple on utilise parfois les manches très bouffantes et fermées aux poignets des pourpoints, dites bagpipe sleeves, comme des poches pour y cacher de petits objets. La transformation de la braye en braguette de taille parfois très imposante à la Renaissance offre aussi aux hommes du XVe et XVIe siècles un endroit où placer de petits objets, souvent un mouchoir ou autre.

### Sous-vêtement féminin
Suspendues à la ceinture les poches sont vulnérables aux vols. Alors qu'à partir de 1600 les poches commencent à être cousues dans les tenues des hommes, elles restent un accessoire indépendant dans la tenue des femmes. Pour prémunir des vols à la tire, les femmes les portent attachées autour de la taille entre les différentes couches vestimentaires à la manière d'un sous-vêtement, par exemple sous le jupon et au-dessus de la chemise et du sous-jupon. Les poches, souvent au nombre de deux et reliées entre elles par une corde ou une bande de tissu, restent alors accessibles par une ouverture dans les coutures sur les côtés du jupon permettant de plonger la main vers les sacs de poche cachés. Les faltriqueras espagnoles sont des poches à l'utilisation identiques : ce terme issu de l'arabe andalou ḥaṭrikáyra "endroit pour les bagatelles", ou de falda signifiant "jupe longue" désigne de petites poches de tissu contenant en général de l'argent et que les femmes portent au Moyen Âge à la ceinture, sous leurs jupes. La faltriquera est accessible par une fente dans la jupe, appelée manera.
Les poches, lorsqu'elles sont encore extérieures et indépendantes des vêtements, sont souvent fabriquées à la main, et sont des accessoires parfois très ornementés dont on peut faire cadeau. Dans un esprit plus pratique, les vieux tissus et chutes peuvent être réemployés pour coudre des poches dans leur version la plus simple, quand d'autres peuvent être cousues et ornementées pour s'assortir à un gilet ou un jupon. En Espagne la faltriquera est une poche en général assez simple, brodée mais portée sous les vêtements et dont la forme est similaire à celle des autres poches en France durant le XVIe siècle et XVIIe siècle. Les ornements ajoutés aux faltriqueras augmentent au cours du temps pour en faire un accessoire très décoré, à tel point que même lorsqu'elle est abandonné plus tard par les plus riches, les couches populaires continuent de les utiliser dans un but plus décoratif qu'utilitaire,.

sacs de poche portés sous les robes
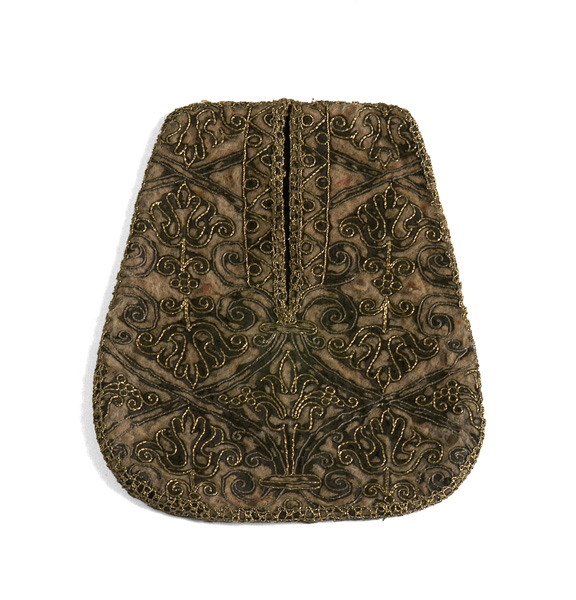
Poche de soie et laine, cousue de métal datant de 1575 à 1610. Appelées faltriqueras en Espagne ces poches étaient portées par les femmes sous ou sur leur vêtement.
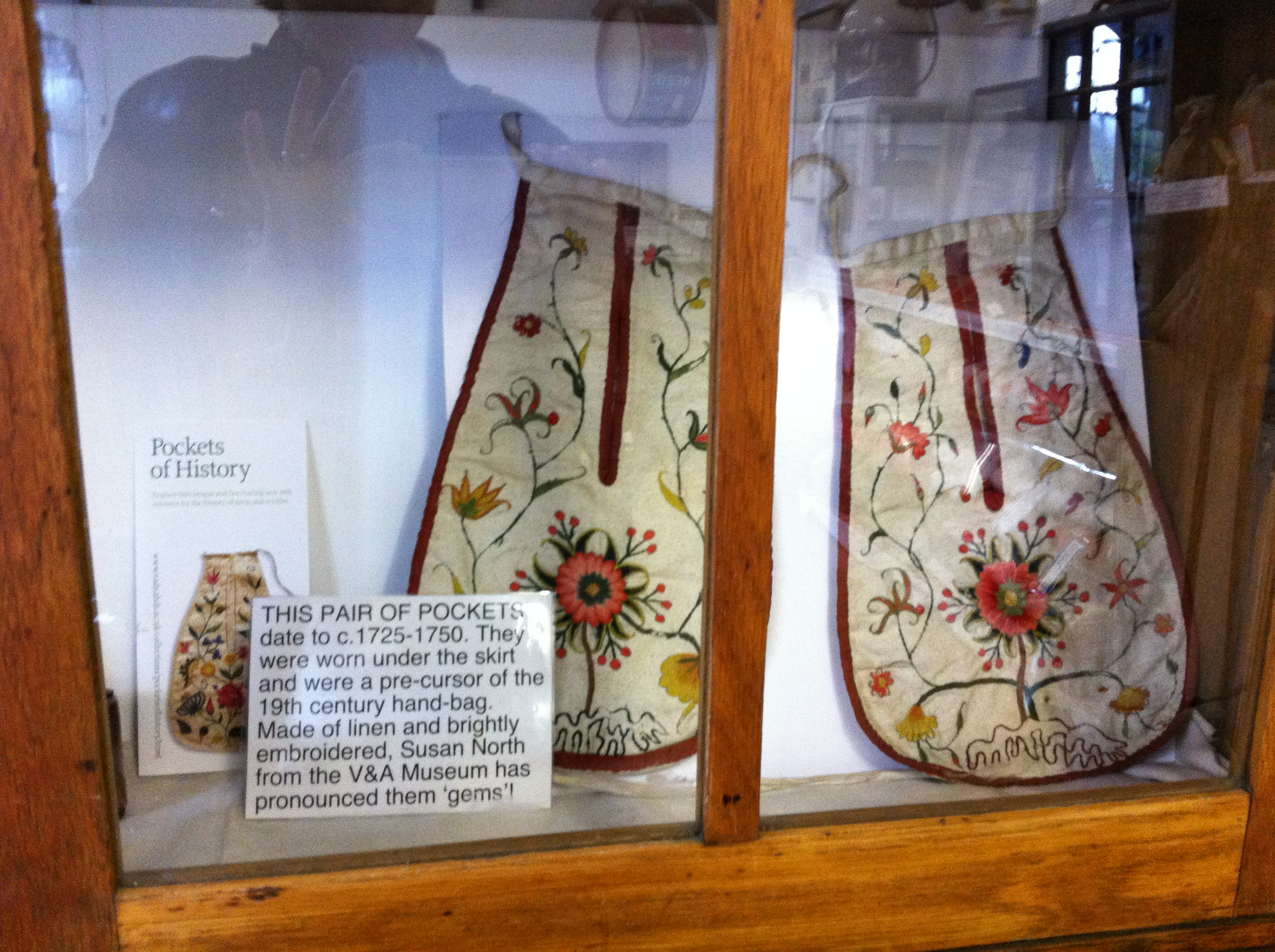
Une paire de poches datée d'environ 1725 - 1750, en lin brodé.
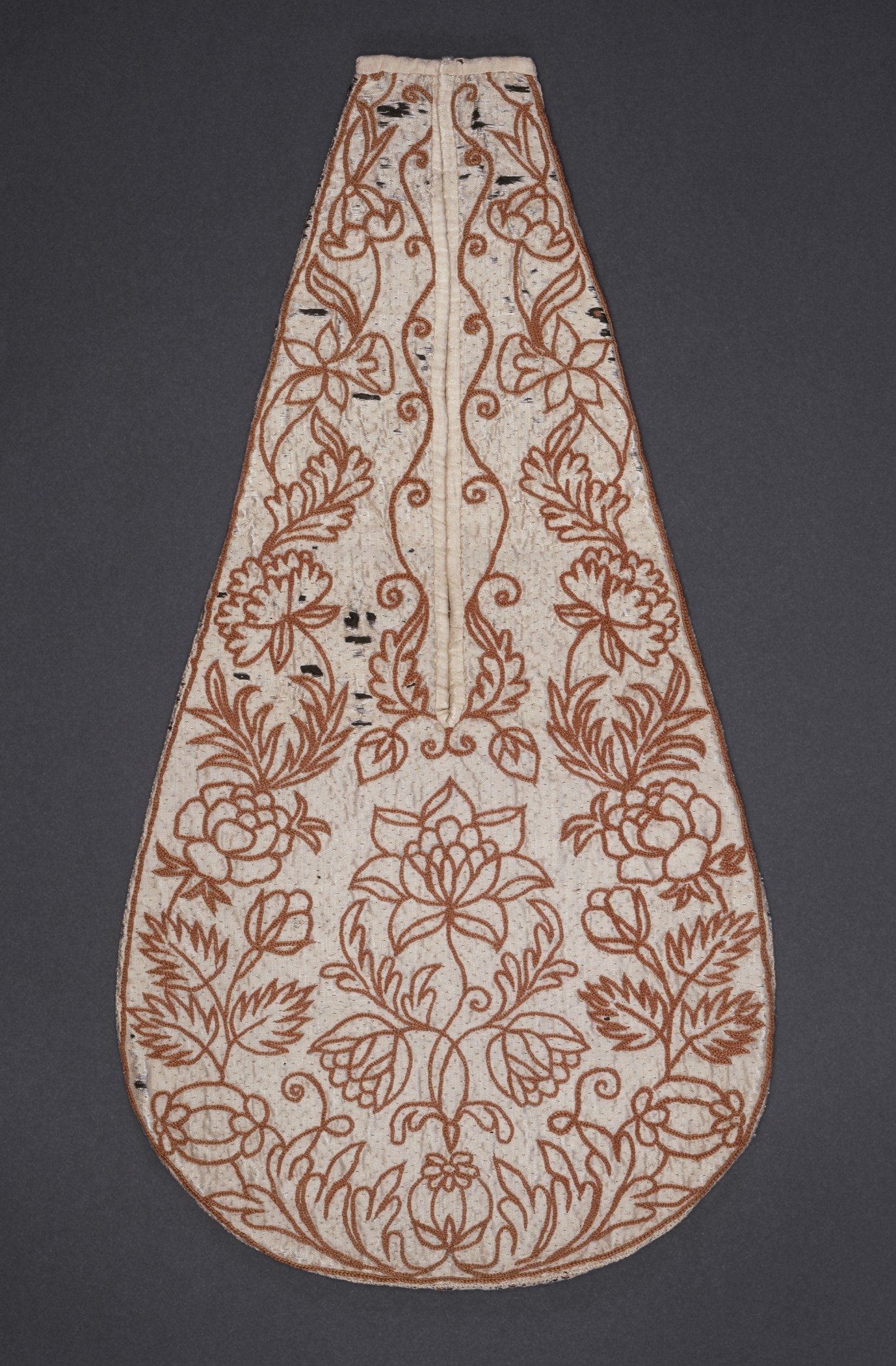
Poche de soie et laine brodée, datant du milieu du XVIIIe siècle. Ces poches étant un sous-vêtement, elles pouvaient être très grandes, ici 37,47 × 20,32 cm.

### La poche cousue dans le vêtement masculin
À partir de la fin du XVIe siècle les poches commencent à être cousues dans le costume masculin, d'abord dans les chausses et hauts-de-chausses, puis à partir du début du XVIIe siècle dans les manteaux et sur les gilets au XVIIe siècle, menant à la disparition complète de la poche extérieure du costume masculin vers la fin du XVIIe siècle.
On commence à protéger l'ouverture des poches par un rabat à partir de 1690, la « poche française » par exemple émerge durant cette période. C'est une forme ancienne de poche fendue avec rabat qu'on retrouve sur des manteaux. L'inclusion de poches aux utilités diverses, pour garder sur soi ticket, portefeuille, lunettes, étui à cigarette, etc. est optimisée au cours du temps et des modes jusqu'au XIXe siècle où les couturiers de Savile Row au Royaume-Uni conçoivent un costume complet dans lequel dix-sept poches sont cousues.
L'ubiquité des poches dans le vêtement masculin amène à voir cet accessoire vestimentaire comme un outil indispensable aux gentlemen dans leur vie active et mondaine.
Sur les costumes masculins se trouve parfois une « poche ticket » (ou « poche anglaise » pour les tailleurs français). Au XIXe siècle, le développement du chemin de fer pousse de nombreux hommes à voyager. Initialement, ils coinçaient leur ticket de transport dans le galon de leur chapeau. Les tailleurs créèrent donc une petite poche passepoilée, souvent sur le côté droit de la veste, d’environ un tiers moins longue qu'une poche normale. Après avoir été initialement destinée aux vêtements en tweed, elle fut ensuite adaptée au veston sport, puis, à partir des années 1960, au costume de ville. Parce que ce détail sonnait « britannique », Pierre Cardin l'aurait ajouté aux tenues de Patrick Macnee pour la série télévisée Chapeau melon et bottes de cuir.

### Évolution de la poche dans le vêtement féminin

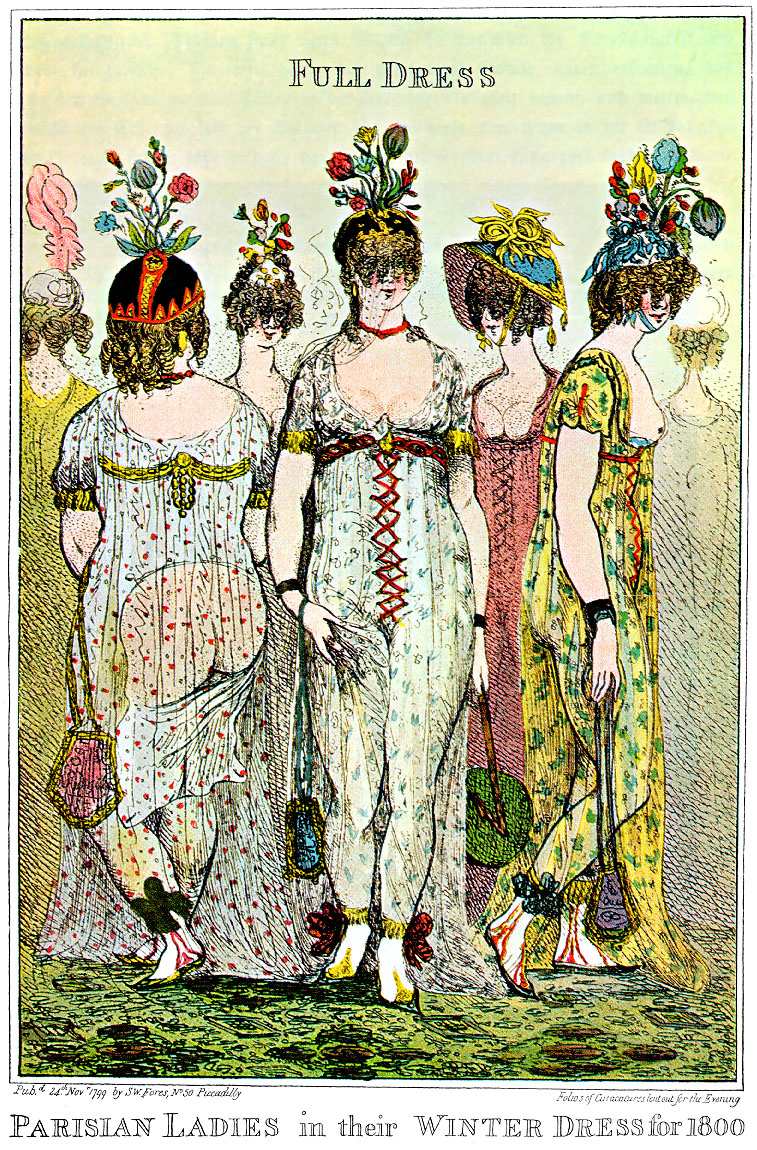
Caricature de 1799 du style grec et diaphane des Incroyables et Merveilleuses. Chacune des femmes porte un petit sac de type réticule.

Pour le vêtement féminin, c'est lorsque la mode de 1790 amène des lignes de robe plus proches du corps que la poche ne peut plus être portée sous les vêtements et migre à nouveau à l'extérieur : les deux poches en tissu reliées ensemble se transforment en réticule (en), à mi-chemin entre la poche et le sac à main, ces petites sacoches de tissus sont portées sur le bras et ne peuvent contenir que très peu de choses comparativement aux poches portées à la ceinture.
Plus pratiques pour les voyages que ces petits accessoires, les poches indépendantes restent d'usage pour encore plusieurs dizaines d'années, en anglais sous le nom de railway pockets.
La disparition du style Empire et le retour à des coupes de robes plus amples aident à l'introduction des poches cousues et la disparition du réticule. Ainsi pour le vêtement féminin, les poches commencent à être cousues vers le milieu du XIXe siècle. C'est pour ranger une montre que les premières poches sont arrangées dans le corselet, sur l'avant de la tenue, puis sur le côté. Les poches apparaissent progressivement dans des patrons de couture, à partir de 1840, indiquant comment coudre des poches dans une jupe. Ces poches gardent une forme et un placement très similaires aux ancienne poches détachées. Elles deviennent plus simples, sans décorations, et plus grandes, adaptées aux besoins des femmes appartenant à la classe ouvrière.
Pour les robes des classes les plus riches, les poches apparaissent en divers endroits et ne sont pas toujours pratiques : 1876 la coupe princesse (en) et la robe à la polonaise (en) ont une poche appliquée cousue assez bas sur la jupe, en 1899 une poche pour un mouchoir est placée dans la couture de la jupe ou dans le bord du jupon.

### Poches dans la mode non occidentale

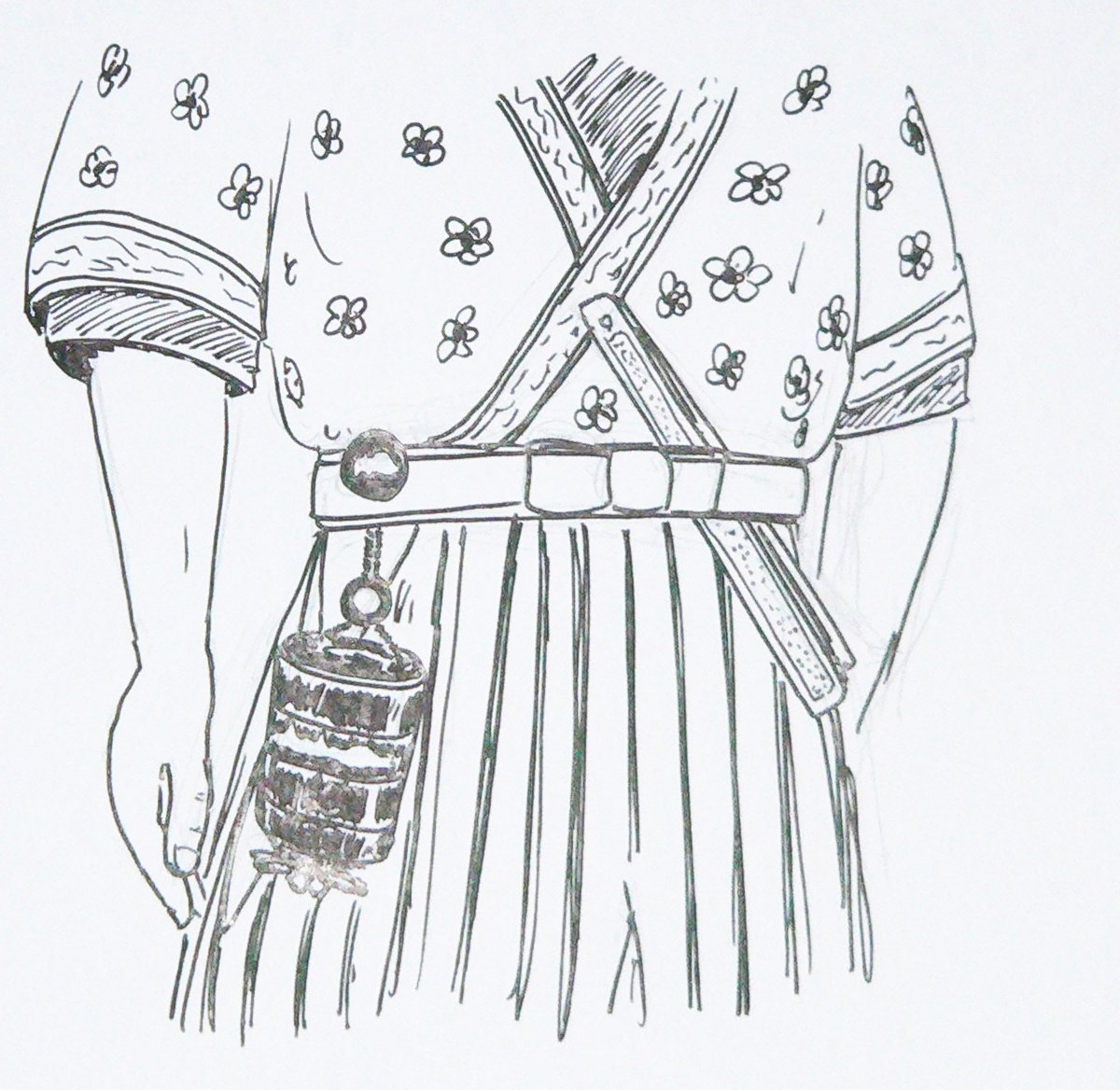
Dessin montrant un homme portant un inroo accroché à son obi par un netsuke et relié par l'ojime.

On retrouve des poches sur les robes masculines, par exemple au Soudan à Khartoum au XVIIIe siècle et une poche latérale fendue sur les robes de femmes dans l'Empire ottoman. Une mode ayant émergé des années 1750 dans la tenue féminine ottomane, est le kuşak, omniprésent au XIXe siècle, qui consiste en une ceinture de tissu qui, outre le fait d'agrémenter la taille, permet de stocker mouchoirs et porte-monnaie.
A contrario au Japon le vêtement qu'il soit traditionnel ou quotidien ne porte pas de poche jusqu'à l'introduction des vêtements occidentaux. Les poches sont remplacées par des sagemono, petits réceptacles dans lesquels on peut mettre des objets, accrochés à l'obi par un netsuke. Les sagemono sont un terme générique englobant un ensemble de réceptacles suspendus en général plus spécialisés, destinés à transporter pipe et tabac, ou un pinceau et de l'encre. Les inrō (印籠), littéralement « panier (籠, rō) de cachets (印, in) » sont des sagemono faits pour transporter quoi que ce soit de petit. Les inro sont des accessoires uniquement masculins.[réf. souhaitée] L'inroo apparaît à partir de 1615.
Les Cherokees utilisent largement des poches cousues dès le XVe siècle.

### Vêtement moderne

#### Mouvement rationnel
Le sujet de l'aspect pratique des robes est régulièrement abordé dans les colonnes des journaux anglo-saxons en fin de XIXe siècle avec l'émergence du mouvement de la tenue rationnelle (en) ; là où les rédacteurs masculins en général disputent la pertinence des traînes, jupes, tissus, etc., la poche cristallise selon les rédactrices le grand problème de la praticité de la tenue masculine et féminine. En 1905, un encart dans le New York Times, résume le problème en expliquant que les vêtements des hommes, bien que peu pratiques comme toute tenue de l'époque, est adapté au port des poches, ce qui donne un avantage « de préparation » aux hommes :
« The man's pockets remain alike [...] while the clothes changes around them. In their number and variety comes that easy carriage of small articles which adds so much to the preparedness of men as compared to women. »
— Charlotte P. Gilman
        
« Les poches de l'homme restent semblables [...] tandis que les vêtements changent autour d'elles. De leur nombre et leur diversité découle le port aisé de petits articles qui aide tant les hommes à être prêts par rapport aux femmes »
Le mouvement de la Tenue Rationnelle devient alors le fer de lance, dans un contexte d'émergence du féminisme avec les suffragettes, de la transformation de la tenue féminine d'un accoutrement couteux et peu pratique vers une tenue plus utilitaire. Malgré ces débats, les poches cousues restent un apanage vestimentaire essentiellement masculin.

#### Rationnement pendant la guerre
Alors que les poches cousues sont déjà présentes depuis longtemps dans le vêtement masculin, elles ne se répandent vraiment dans la mode féminine qu'à partir du XXe siècle. Anecdotiques avant cette période, comme les petites poches à l'arrière de la jupe des robes qui suscitaient la convoitise des pickpockets, les poches pour les vêtements de femme deviennent plus pratiques et sont présentes dans différents articles de la tenue moderne.
Avec la Seconde Guerre mondiale, le rationnement mis en place change beaucoup les comportements vestimentaires et la couture. Le manque de tissu amène à la disparition pour les hommes de la poche de poitrine et de son mouchoir de poche. Toujours par économie, les poches se voient privées de rabat et cet accessoire de poche disparaît totalement des tenues classiques d'enfants. La guerre amorce par contre la démocratisation des poches sur les tenues féminines en forçant des femmes qui jusque-là n'avaient pas eu à s'occuper de tâches ménagères à chercher des tenues plus utilitaires. Cette période voit la naissance de la robe « popover » munie d'une grande poche matelassée utile à la cuisine,.

#### Après guerre
Après guerre, les poches se maintiennent dans les tenues féminines ; Virginia Pope, rédactrice de mode au New York Times, écrit en 1949 que les poches sont à la mode — « The popularity of pockets threatens to reach fever pitch. They are everywhere [...]. » — ; les poches pour les femmes ont alors un but soit pratique, soit décoratif. Les modèles défilent alors les mains dans les poches.
Dans la mode du XXe siècle et XXIe siècle, les poches peuvent être présentes dans les pantalons, chemises, vestes, manteaux, jupes et robes. Par souci d'esthétisme, il arrive qu'on considère que si les poches risquent de briser la silhouette du vêtement, elles doivent être omises,. Les vêtements de femme en particulier ont des poches en général plus petites que celles des hommes pour une taille égale, voire, à partir des années 1960, des « fausses poches », sorte de poches dont seule l'ouverture ou le rabat est cousu, sans sac de poche et donc sans utilité pratique, seulement décorative,.
Outre le problème de l'absence de poches dans les vêtements de femme, le positionnement de ces poches dans les pantalons est difficile : en Occident, l'aine n'est pas une zone préférentiellement mise en valeur, surtout chez les femmes. Chanel a ainsi réalisé une poche se portant près de la ceinture à la manière d'un holster et plusieurs tenues dans des défilés de 2016 présentent des poches de ceintures comparables aux anciennes poches médiévales et aux faltriqueras. Par ailleurs les vêtements sportifs intègrent des poches dans les vêtements même féminins.
La grande problématique de la place du téléphone portable depuis l'avènement des smartphones modifie forme, taille et placement des poches dans les vêtements des deux genres. L'iPhone 6 marque l'émergence d'une remise en cause des dimensions des poches. Pour les hommes, la sortie de ce modèle d'iPhone ne changerait que les dimensions des poches, pour les femmes, il s'agit de déplacer les poches ou d'en placer de nouvelles dans différents vêtements (vestes, pantalons, chemises, etc.), mais aussi de remettre en cause le manque de poche et la mode genrée qui rend leurs vêtements peu pratiques.

## Mode sexuée
L'apparition et la transformation de la poche et son traitement différent selon que la tenue est masculine ou féminine a amené à l'étude de cet accessoire vestimentaire via le prisme social et politique de la place des femmes dans la société.
Alors que les poches sont encore détachables et sous la jupe des femmes, lentement, la vision populaire a tendance à différencier son utilité pour les femmes de la classe moyenne, utilitaire pour les travaux ménagers, et pour celles des classes plus pauvres, qui est caricaturé comme un synonyme de dévergondage à cause de son accès facile et de son contenu insolite et inconnu.
Ainsi, alors que la poche masculine est intégrée au vêtement assez précocement, et tend donc à cacher les objets portés, la poche féminine tend vers la multiplication des accessoires et vers l'exposition du contenu des poches via le port obligatoire d'un sac ou des poches trop petites, placées à l'extérieur du vêtement par exemple. Rendre les objets de la vie courante inaccessibles aux femmes ou suffisamment mis en évidence pour risquer d'être volés — par exemple avec les poches placées à l'arrière des jupes au XIXe siècle, impossibles à surveiller — fait partie, dans une analyse politique du problème, d'une volonté de désavantager les femmes voire de les écarter de la vie publique en les rendant dépendantes des hommes pour transporter leurs objets ou limiter leur aisance dans leurs trajets publics,.
Alors que l'homme possède une multitude de poches pour ranger les objets par fonctions (poche gousset pour la montre, poche cigarette pour le tabac, poche ticket pour le billet de train, etc.) les femmes sont contraintes de porter un sac, qui, à défaut de posséder autant de poches que le costume masculin, amène forcément au mélange et au désordre dans les affaires entreposées.
Christian Dior aurait confié à Paul Johnson en 1954 que « Les hommes ont des poches pour ranger des choses, les femmes pour la décoration »,. Cette vision est encore présente dans la mode du XXIe siècle, certains acteurs de l'industrie du vêtement considérant que les femmes n'ont pas besoin de poches.
La classification attribuant l'utilitaire à l'homme et le décoratif à la femme est considérée comme une vision sexiste de la fonction du vêtement dépendante du genre. Ce sexisme puiserait non seulement ses origines dans l'évolution de la poche elle-même qui a tardé à arriver dans le vêtement féminin mais aussi dans le sexisme latent de l'industrie du prêt-à-porter pour femme, industrie majoritairement masculine,. Selon Camilla Olson, une directrice de la création dans une entreprise de mode, l'industrie du prêt-à-porter serait ainsi excessivement focalisée sur l'esthétisme et pas assez sur la vocation pratique du vêtement.

## Contenu des poches

### Contenu utilitaire
Lorsque les poches sont encore des accessoires à part du vêtement, leur contenu est très souvent varié. Chez les Celtes, on retrouve dans des tombes le contenu typique d'une poche ou d'un sac de l'époque, des ustensiles utiles à la vie de tous les jours comme une pierre à aiguiser, du fil métallique, des ciseaux, pinces, découseur, outil de tissage...
Au Moyen Âge on trouve de tout dans les poches : de l'argent, des clefs, et autres petits accessoires comme les lunettes, montres, miroirs et peignes,, mais on y retrouve aussi des tabatières, aiguilles à tricoter et autres nécessaire à couture, de quoi écrire, ou encore des bouteilles de parfum, ou d'alcool et de la nourriture allant des boîtes à bonbons aux gâteaux. Marie-Antoinette d'Autriche au moment de son exécution, transporte dans la poche de sa toilette un petit sac de maroquin vert dit pocketbook, une paire de pinces, un petit tire-bouchon, une paire de ciseaux, un petit peigne et trois petits portraits.
Le passage au réticule (en) réduit considérablement l'espace disponible dans les poches pour les femmes et les nécessaires à couture ou les clefs par exemple migrent vers les châtelaines, un accessoire accroché à la ceinture auquel des petites chaînes sont accrochées, permettant de garder à portée de main ciseaux de couture, dé à coudre, clefs, sels, etc.,.
Au XXIe siècle les poches servent désormais à porter les téléphones portables. Un critère d'évaluation utilisé à chaque sortie de smartphone est la possibilité de le transporter dans une poche de jean, avec la problématique supplémentaire des poches de jean pour femme ne pouvant en général pas laisser rentrer un téléphone.

### Contenu décoratif

Vue du mouchoir de poche plié dans la poche de poitrine sur une veste de costume du XXIe siècle.

Le mouchoir de poche en tant qu'accessoire de mode, trouve sa place à partir de 1840 dans la poche de poitrine extérieure pour le vêtement masculin.
Sans avoir à contenir un objet, la poche peut elle-même avoir un simple but décoratif ou autre que simplement pratique. Levi Strauss & Co. est la première compagnie à utiliser le vêtement comme vecteur publicitaire en plaçant une languette rouge caractéristique de la marque au niveau de la poche arrière de tous ses jeans.

## Bienséance

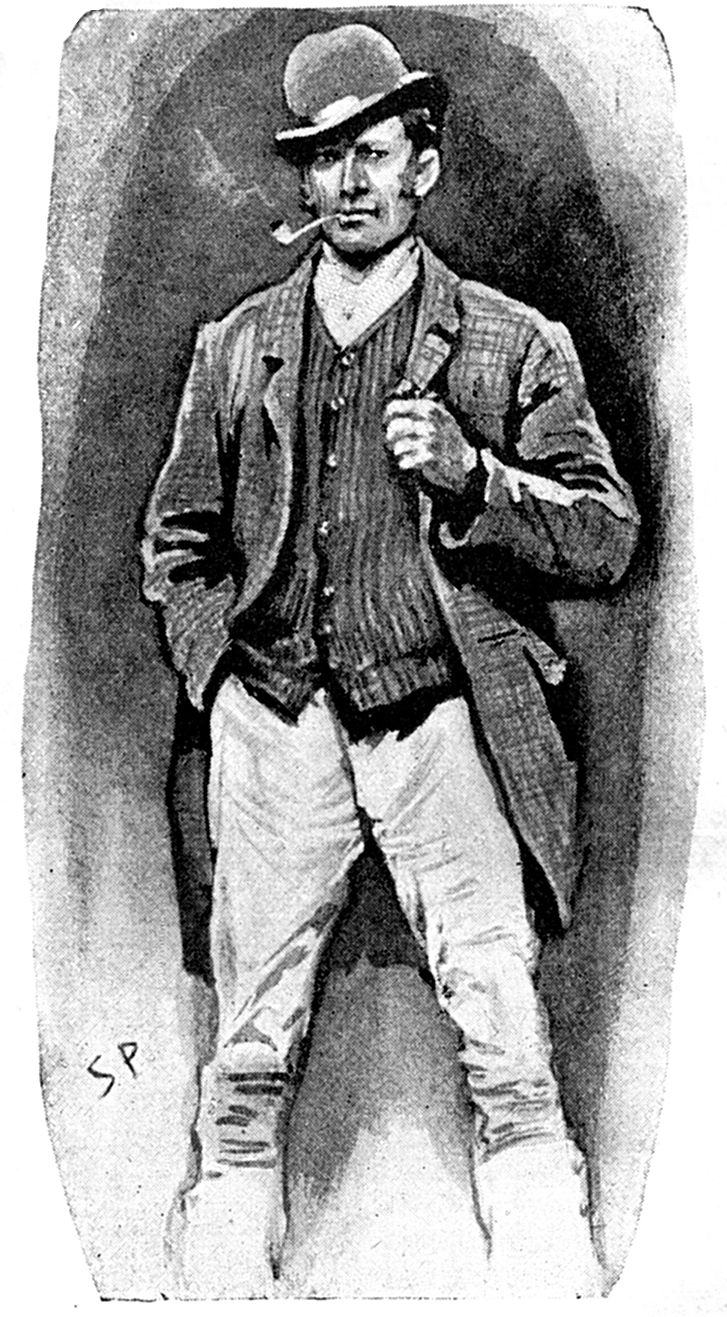
A drunken looking groom, illustration dans The Strand Magazine d'une nouvelle d'Arthur Conan Doyle. L'homme garde la main à la poche.

Par leur ubiquité dans la tenue vestimentaire, il existe des règles d'étiquette régissant l'utilisation des poches : quand et comment y placer ses mains ou différents objets.
Lors d'un mariage les décorations militaires sont attachées à la poche de poitrine gauche de la veste. Les poches de poitrine des vestes ne doivent d'ailleurs pas servir pour porter un stylo.
Une main placée dans la poche de pantalon est en général associé à une attitude de décontraction voire de désinvolture surtout en Extrême-Orient où saluer ou discuter en laissant les mains dans les poches est insultant pour l'interlocuteur ; pour autant maintenir une conversation ainsi n'est pas considéré comme incorrect dans l'absolu selon les règles de savoir-vivre.
En général tenir une conversation avec les mains dans les poches est considéré comme malpoli et marcher les deux mains dans les poches est inélégant. En outre, une main placée dans la poche avec le pouce laissé au dehors est considéré comme renvoyant une attitude macho par écho à l'attitude des hommes accrochant leur pouce à leur ceinture, les pouces laissés apparents projettent une certaine confiance en soi quel que soit le genre la personne. L'utilisation des poches en communication non verbale peut avoir des significations différentes, par exemple placer ses mains dans ses poches au cours d'une conversation est assimilé à leur dissimulation et signifierait que l'interlocuteur cache une partie de sa pensée ou se retient de faire quelque chose,, ; en général tenir une conversation avec les mains dans les poches est considéré comme malpoli là où une seule main dans la poche, tant qu'elle reste immobile ne pose pas de problème pour les occidentaux.
Le règlement des United States Marine Corps stipule par exemple qu'il est interdit de mettre les mains dans les poches de son uniforme. La réglementation porte sur l'attitude en uniforme et interdit cette posture, ainsi que d'autres comportements en marche ou formation, comme la consommation de tabac, attendu qu'un certain niveau d'attention est nécessaire en service,.

## Types de poche

### Parties de la poche
En couture, une poche est composée d'une ouverture et d'un sac de poche, ainsi que parfois d'un rabat et d'un système de fermeture. On peut y ajouter un parement pour que le sac de poche ne soit pas visible lors de son ouverture, des passepoils pour donner une forme à l'ouverture, etc.
Le sac de poche peut être visible ou invisible depuis l'extérieur ou l'intérieur du vêtement. Les sacs de poche ont peu de variantes mais, surtout pour les poches appliquées, certaines formes particulières existent.

### Formes de poche
Les poches se séparent en deux grandes familles : les poches appliquées et les poches incrustées. Les premières sont une pièce de tissu cousue sur le vêtement qui forme le sac de poche, les deuxièmes sont une fente pratiquée dans le vêtement, soit via une des coutures soit en coupant le tissu et ouvrant sur le sac de poche. On appelle aussi poche intérieure les poches placées dans un vêtement qui se ferme et inaccessibles une fois ce vêtement fermé, en opposition aux poches extérieures.

Poches incrustées
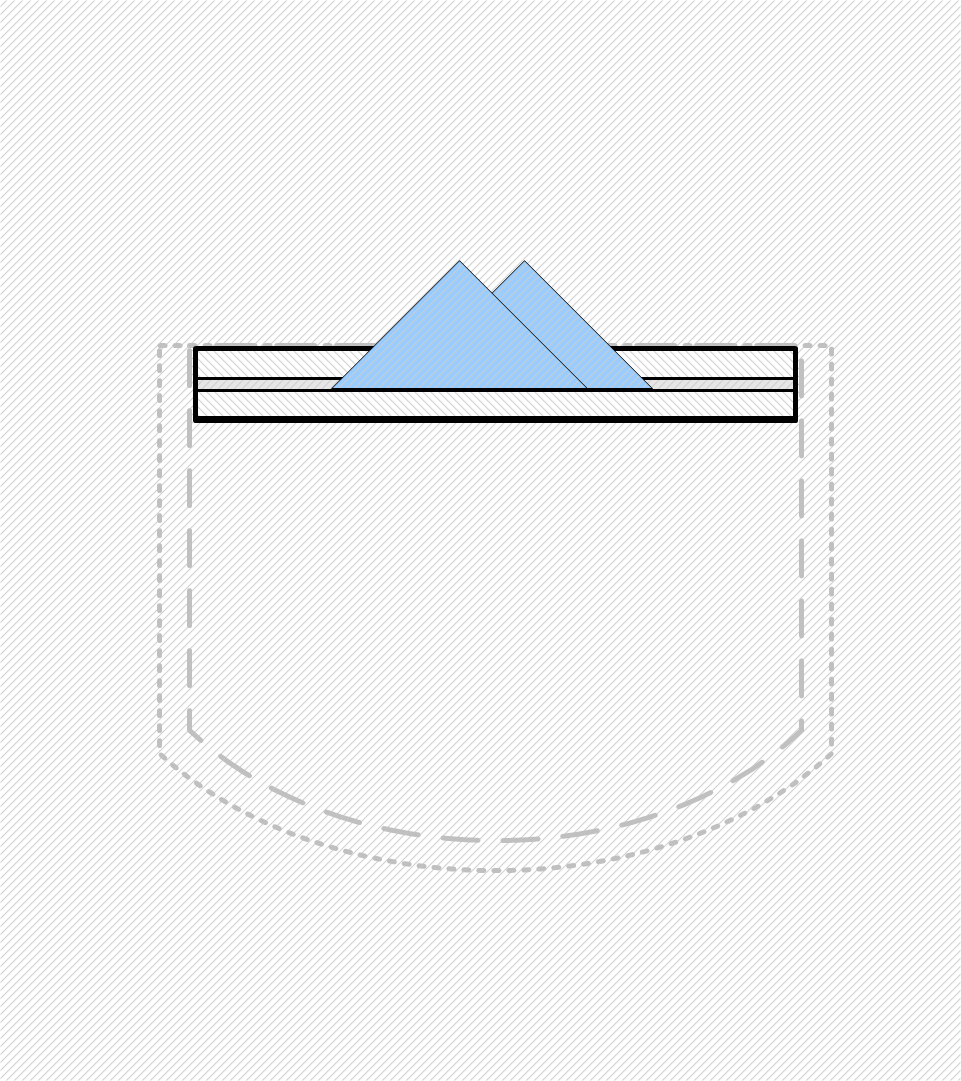
Poche incrustée avec double passepoil, une poche poitrine pour un mouchoir est typiquement incrustée à double passepoil.
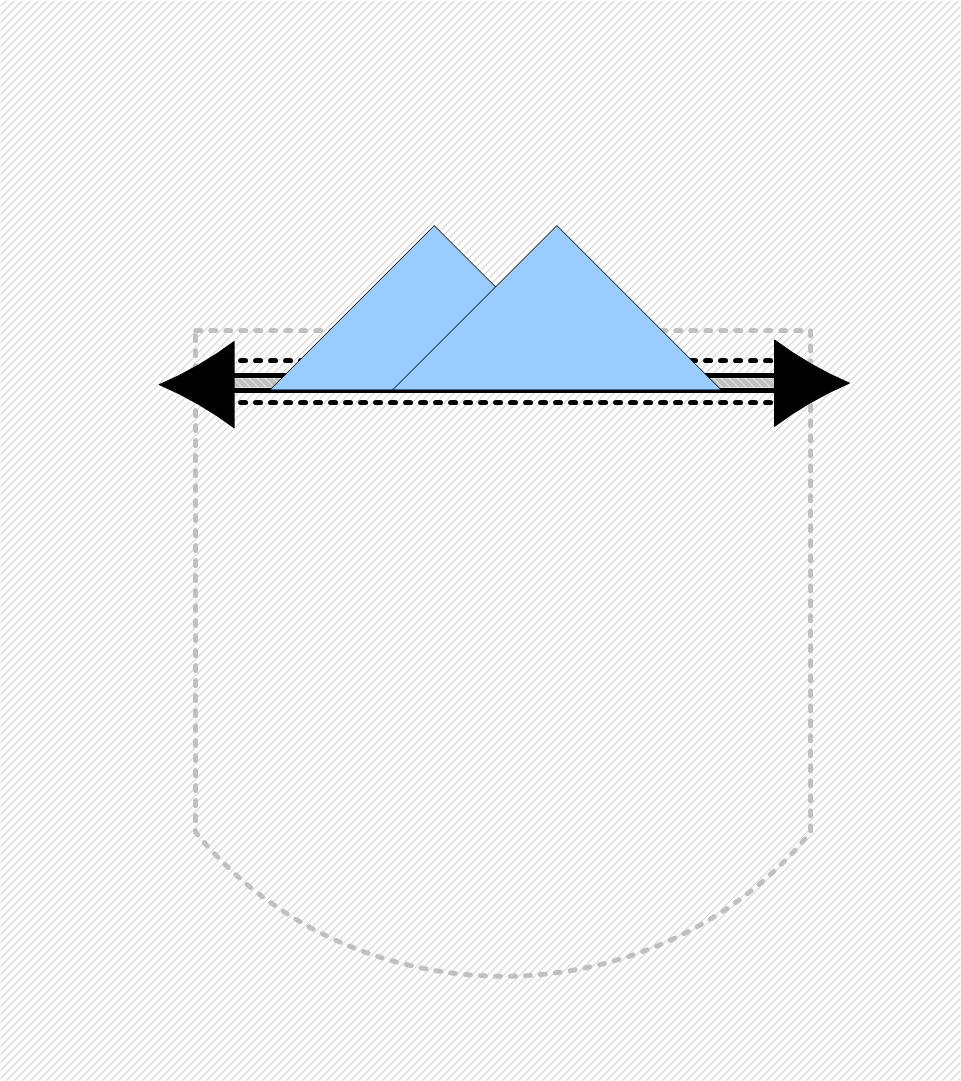
Poche incrustée sans passepoil, l'ouverture est surpiquée et les bords sont renforcés par des pointes de flèche.
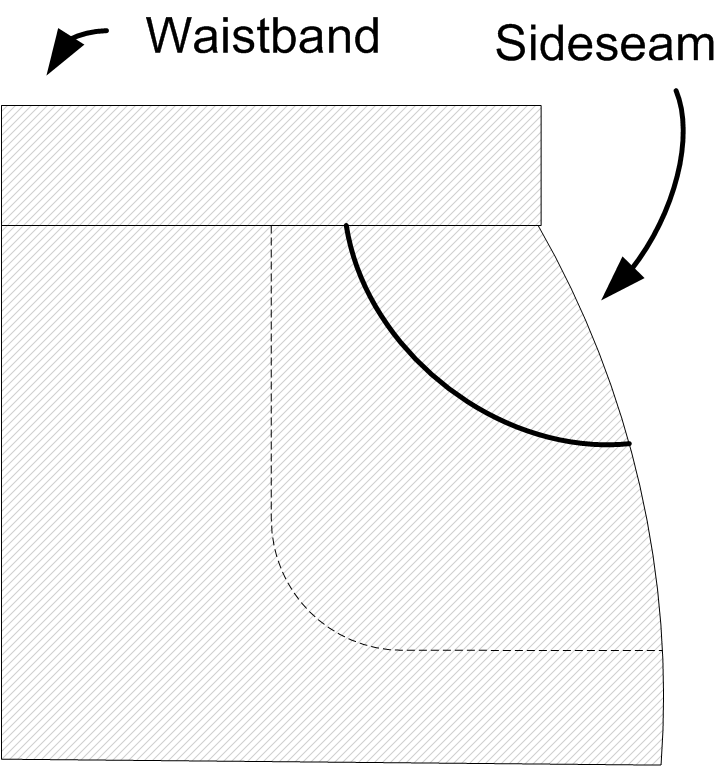
Poche dans la pince.
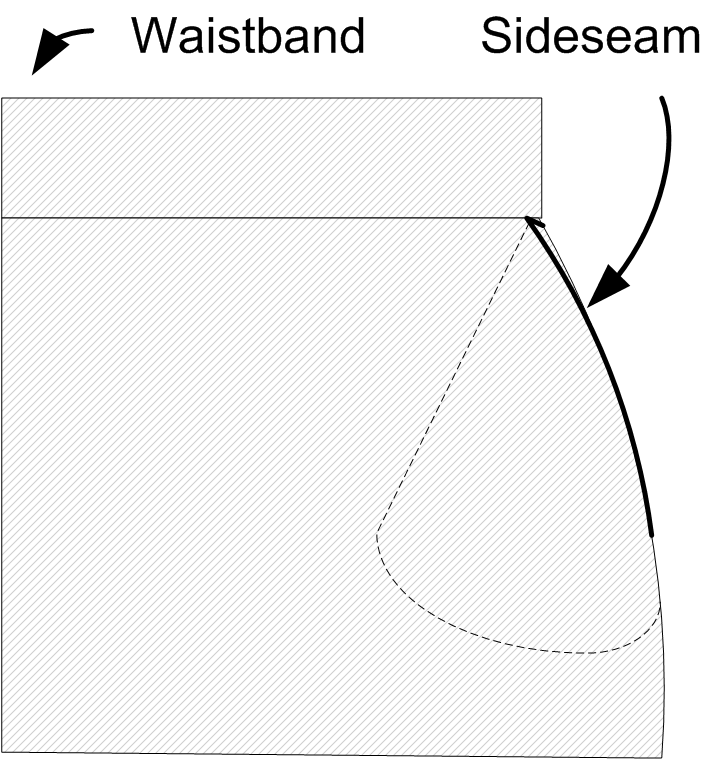
Poche dans la couture.

Les poches incrustées pratiquées sur l'avant des jupes et pantalons sont les suivantes, :
- L'ouverture de la « poche italienne » ou « poche en biais » est une ligne droite oblique, qui laisse voir une partie du fond, partant de la ceinture et allant sur le côté. Cette poche est la plus répandue et la plus facile d'accès pour la main,
- L'ouverture de la « poche dans la couture » suit la ligne de la couture, plus élégante, elle est moins facile d'accès,
- La « poche dans la pince » ou « poche cavalier », a une ouverture courbe partant de la pince à la ceinture pour aller jusqu'à la couture sur le côté. C'est une poche souvent trouvée sur l'avant des jeans ou sur les vêtements professionnels.
- Deux types de poches passepoilées sont usuelles sur les pantalons et jupes : la poche en biais (ouverture en ligne droite et oblique toujours pratiquée dans le sens haut vers le bas et ceinture vers hanche) à passepoil simple et la poche horizontale à passepoil double. Les poches passepoilées présentent le risque de bailler. Elles sont utilisées par exemple sur les smokings.

Il est classique d'avoir à l'arrière du pantalon entre une et deux poches, les jeans étant typiquement dotés de deux poches plaquées. Il est jugé féminin de n'avoir aucune poche arrière sur un pantalon.

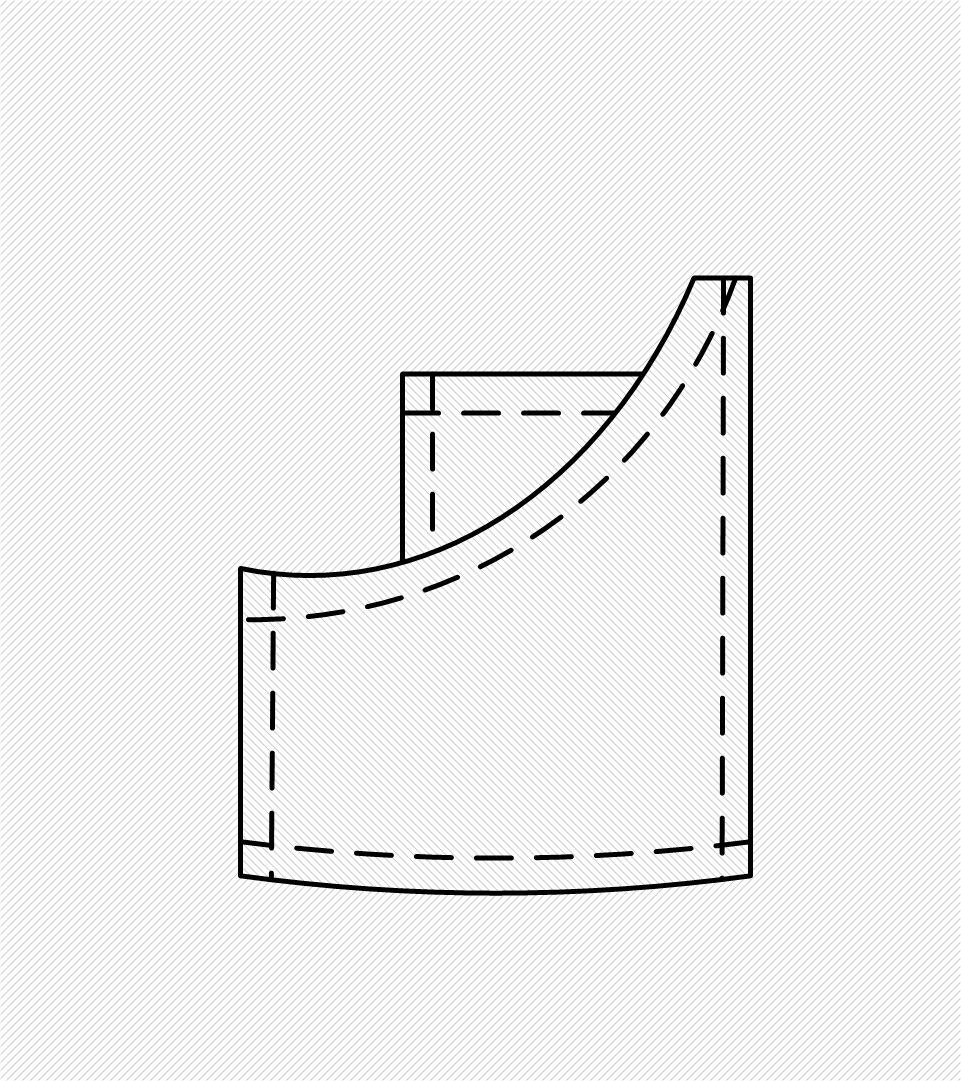
Poche gousset dans une poche appliquée surpiquée. Les poches gousset étaient utilisées pour ranger une montre à gousset.

La poche plaquée à rabat, très courante sur les vestes Norfolk (en) apparaît à partir de 1890. C'est une poche appliquée avec rabat et parfois un pli sur l'avant du sac de poche lui permettant de prendre de l'ampleur quand on remplit la poche. Ces poches qui peuvent « gonfler » grâce à certains plis sont nommées poches à soufflet, les plis peuvent être placés en différents endroits du sac de poche appliqué au vêtement. Un soufflet peut être placé sur les côtés et le bas du sac de poche, munie d'un rabat ce type de poche soufflet s'appelle poche cargo du nom des pantalons cargo, le type de pantalons sur lesquels on les retrouve. Le soufflet peut aussi être un pli creux sur l'avant du sac de poche, comme sur les bellows pockets présentes sur les manteaux de sport et de chasse masculins. Une poche avec un pli plat à l'inverse aura un style plus militaire.
La poche passepoilée est un sac de poche piquée et fendue, bordée d'un passepoil (passepoilée simple) ou de deux (passepoilée double). La poche passepoilée peut être surpiquée, munie de renforts sur les côtés, boutonnée ou à fermeture à glissière. Lorsqu'un rabat est intégré à la poche par l'intérieur grâce à un passepoil, on parle de poche boîte-aux-lettres.

#### Poche de poitrine
Les poches de poitrine, qui peuvent être des placées à l'intérieur ou l'extérieur d'une veste, apparaissent à partir de 1770 dans le vêtement masculin. Ces poches ne reviennent régulièrement dans la mode masculine qu'à partir de 1860. Au XXe siècle, la poche de poitrine peut désigner aussi une poche appliquée de forme carrée et cousue sur l'avant de la chemise pour les femmes comme pour les hommes.
Ce sont en général des poches fendues qui sont soit :
- Intérieure et cousue dans la doublure sur la partie droite de la poitrine
- Extérieure, en fente horizontale, sur la partie gauche de la poitrine

Sur le gilet elle est extérieure mais légèrement de biais et toujours sur la partie gauche de la poitrine, parfois avec rabat.

#### Petites poches utilitaires
Certains poches sont nommées d'après les objets qui sont destinés à y être placés. La poche gousset se situe en général sous la ceinture et à droite, plus rarement à gauche. La poche cigarette et la ou les poches portefeuille se retrouvent dans la veste de costume, intégrées à la doublure en général. La poche cigarette était utilisée pour placer un étui à cigarette, sa disparition amenant à utiliser cette poche pour y placer un smartphone, dont la taille est parfois similaire. La poche stylo et la poche lunettes sont aussi placées dans l'intérieur de la veste de costume.
La poche ticket est une petite poche située dans la veste au-dessus de la poche de côté ou en retrait et sert à ranger un ticket de train.